# En bröllopsnatt på Stjärnehov
En bröllopsnatt på Stjärnehov är en svensk dramafilm från 1934 i regi av Torsten Lundqvist.

## Handling
Bertil Stiernhielm, en av arvtagarna till det svårt skuldtyngda Stjärnehov, gifter sig efter en mycket kort bekantskap med Britta, dotter till den nyrike korvfabrikanten Magnusson. Baktanken är att hennes fars pengar skall kunna rädda familjegodset. Bertil har därvidlag uppmuntrats av sin faster, som i praktiken regerar på Stjärnehov då fadern är ganska sjuklig. Fastern har i sina brev till Bertil låtit honom förstå att fadern är helt med på detta giftermål.
Britta är ivrig att få tillbringa bröllopsnatten på ett gammalt anrikt slott och inte bryta traditionen, medan Bertil hellre vill skynda långsamt. De når fram och hon introduceras med den gamle vise tjänaren Jean. Efter middagen ber fadern Bertil att komma för ett enskilt samtal i biblioteket. Han säger till sonen att en Stiernhielm gifter sig antingen inom sitt stånd och då spelar kärleken inte någon större roll eller så blir det med någon under sitt stånd och då måste det vara fråga om riktig kärlek. Bertil blir förvånad över faderns ord och det går upp för honom att fastern tidigare handlat helt på eget bevåg. Hennes ord om att Bertils äktenskap med Britta skulle göra fadern lycklig var bara lögn.
Bertil väljer därför att försvinna och lägger ett avskedsbrev till  Britta i sängkammaren, där han skriver att han är osäker på sin kärlek till henne och därför vill vara ensam ett slag. Morgonen efter uppenbarar sig Britta ensam vid frukostbordet. Hon uppträder dock självsäkert efter att först ha övervägt att åka hem igen. Hon är besluten att inte låta sig nedslås. Jean är övertygad om att Bertil nog kommer tillbaka samma dag. Eftersom hennes föräldrar och styvsyster Marianne väntas på besök känner hon dock ett visst obehag.
En ung man med Bertils utseende anländer då i en splitterny bil. Det är dock hans tvillingbror Casimir, som är sjöofficer. Han är karaktärsmässigt egentligen Bertils motsats, lättsinnig och slösaktig, men det är bara fastern som ser skillnaden. Britta, som känt Bertil under så kort tid, kan inte se att det är en annan person och upplever att hennes problem lösts.
Hennes föräldrar kommer och Casimir och fastern lyckas upprätthålla skenet. Vid middagen märker dock Britta att Casimir väljer att tydligt flirta med Marianne. Fadern kan i alla fall presentera sin stora check, vilket lugnar alla fordringägare som sitter och väntar på slottet. Britta väntar åter på att få fira bröllopsnatt men finner sig ånyo övergiven.
Det går en tid och vi finner Bertil när han läser en tidning där det finns ett reportage om Stjärnehov. Där står att grevinnan Britta ämnar förvandla det till en mönstergård. Under tiden har Bertil arbetat mycket hårt för att få ihop pengar för att slippa vara beroende av korvfabrikör Magnussons pengar. 
Bertil åker tillbaka till Stjärnehov. Han möts av Jeans besked om att grevinnan är upptagen med att spela kort med gamle greven, som numera levt upp igen genom Brittas närvaro. Bertil får också veta om Casimirs besök vilket väcker hans svartsjuka och han blir nu övertygad om att han verkligen är kär i Britta. 
I sovrummet finner han Casimirs avskedsbrev och känner igen handstilen. Brevet säger att han inte kan stanna eftersom han inte är den hon tror. Bertil lägger fram brevet så att Britta finner det när hon kommer in. Hon svimmar just som Bertil kan komma in igen och elegant fångar han upp henne.
[Anmärkning: Detta referat bygger på en filmnovell i Filmjournalen  (nr 1935 nr 3) och är gjort med den reservationen att dessa noveller inte alltid överensstämmer helt med den färdiga filmen]

## Om filmen
Filmen premiärvisades 26 december 1934 på biograf Lorensberg i Göteborg. Den spelades in vid Nordisk Tonefilms ateljé på Kungsholmen i Stockholm med exteriörer från Hörningsholms slott, Trosa, Mörkö och Engelbrektskyrkan i Stockholm av Sven Bardach.

## Roller i urval
- Adolf Jahr - Bertil Stiernhielm och Casimir Stiernhielm
- Elisabeth Frisk - Britta Magnusson
- Ruth Stevens - Marianne, hennes syster
- Olof Sandborg - greve Stiernhielm
- Lili Ziedner - grevinnan Augusta Stiernhielm
- Eric Gustafsson - Magnusson, korvfabrikant
- Jullan Jonsson - fru Magnusson
- Nils Wahlbom - Jean

## Musik i filmen
- Bara du, bara jag, kompositör Helge Lindberg
- Mitt hjärta det vill koja, kompositör Helge Lindberg
- Rêverie de printemps, kompositör Jules Sylvain